# Меда, Шарль-Андре
Шарль-Андре Мерда (фр. Charles-André Merda; 1773—1812) — французский военный деятель, полковник (1807 год), барон (1808 год), участник революционных и наполеоновских войн.

## Биография
Родился в семье парижского коммерсанта, 13 сентября 1789 года вступил в Национальную гвардию Парижа. Во время событий 20 июня 1792 года находился в охране королевского дворца Тюильри, был схвачен санкюлотами и спасся лишь благодаря своевременному прибытию отряда жандармов, командир которого уберёг его от расправы, скомандовав подчинённым: «Жандармы, арестуйте этого человека: это преступник, о котором меня давно предупреждали; он погибнет на эшафоте вместе со своими сообщниками». 
После падения монархии, в октябре 1792 года поступил на службу в эскадрон национальной жандармерии, сформированный почти исключительно из «Людей 14 июля». Мерда стал известен на всю Францию после того, как в ходе Термидорианского переворота ранил в челюсть из пистолета Максимилиана Робеспьера. 28 июля был представлен Конвенту свидетелем его храбрости Леонаром Бурдоном и награждён 14 августа 1794 года чином младшего лейтенанта 5-го конно-егерского полка с правом получить в магазинах Республики всё необходимое обмундирование и экипировку безвозмездно.
Принял участие в завоевании Голландии, сражался при Дриле, Нойшанце, Мюльхайме и Кёльне. В 1797 году получил отпуск и возвратился в Париж, где был представлен Баррасу, который в счёт заслуг, оказанных 9 термидора, наградил Мерда чином командира эскадрона, однако тогдашний военный министр генерал Шерер отменил данное производство, и определил Мерда капитаном в 12-й конно-егерский полк. Принимал участие в кампаниях 1799—1800 годов, сражался при Лайбдингене, Штокахе, Мескирхе, Меммингене и Маренго. 1 августа 1800 года прикомандирован к штабу генерала Моро. За успешные действия 17 апреля 1801 года награждён званием командира эскадрона с переводом в 7-й гусарский полк.
Под командой полковника Маркса участвовал в кампании 1805 года в рядах 3-го армейского корпуса, отличился в сражении при Аустерлице. В Прусской кампании 1806 года его полк вошёл в «Адскую бригаду» Лассаля. Отличился в сражениях при Штеттине, Любеке и Голымине, 14 мая 1807 года произведён в полковники, и назначен командиром 1-го конно-егерского полка. В 1808 году был пожалован титулом барона Империи и сменил свою фамилию на Меда.
Блестяще провёл Австрийскую кампанию 1809 года в составе бригады Жакино, отличился в сражениях при Абенсберге, Раабе, Ваграме, Холлабрунне и Цнайме.
В ходе Русской кампании 1812 года его полк был частью 2-й бригады лёгкой кавалерии генерала Бордесуля 1-го армейского корпуса маршала Даву, сражался при Могилёве и Смоленске. Смертельно ранен пушечным ядром 5 сентября в бою за Шевардинский редут перед Бородинским сражением, и умер 8 сентября в возрасте 39 лет. На смертном одре был произведён в бригадные генералы.

## Воинские звания
- Младший лейтенант (14 августа 1794 года);
- Капитан (1797 год);
- Командир эскадрона (17 апреля 1801 года);
- Полковник (14 мая 1807 года);
- Бригадный генерал (8 сентября 1812 года).

## Титулы
- Барон Меда и Империи (фр. baron Méda et de l'Empire; декрет от 19 марта 1808 года, патент подтверждён 2 июля 1808 года)[1].

## Награды
Легионер ордена Почётного легиона (14 июня 1804 года)
 Офицер ордена Почётного легиона (10 мая 1807 года)
- дотация в 4000 франков с Вестфалии (17 марта 1808 года)